# Distretto di Choros
Il distretto di Choros è uno dei quindici distretti  della provincia di Cutervo, in Perù. Si trova nella regione di Cajamarca e si estende su una superficie di 276,96 chilometri quadrati.

Istituito il 2 gennaio 1857, ha per capitale la città di Choros; al censimento 2005 contava 3.966 abitanti.